# Tatsuya Shiji
Tatsuya Shiji (志治 達雄 Shiji Tatsuya?,  nacido el 20 de octubre de 1938 en Aichi) es un exfutbolista japonés que se desempeñaba como delantero.
En 1961, Shiji jugó para la selección de fútbol de Japón.

## Trayectoria

### Clubes
| Club          | País  | Año         |
| ------------- | ----- | ----------- |
| Toyota Motors | Japón | 1962 - ???? |

### Selección nacional
| Selección | País  | Año  |
| --------- | ----- | ---- |
| Absoluta  | Japón | 1961 |

## Estadística de equipo nacional
| Selección de Japón | Selección de Japón | Selección de Japón |
| Año                | Part.              | Goles              |
| ------------------ | ------------------ | ------------------ |
| 1961               | 1                  | 1                  |
| Total              | 1                  | 1                  |

## Palmarés

### Títulos nacionales
| Título             | Club          | País  | Año  |
| ------------------ | ------------- | ----- | ---- |
| Copa del Emperador | Kwangaku Club | Japón | 1959 |